# Kris Burm

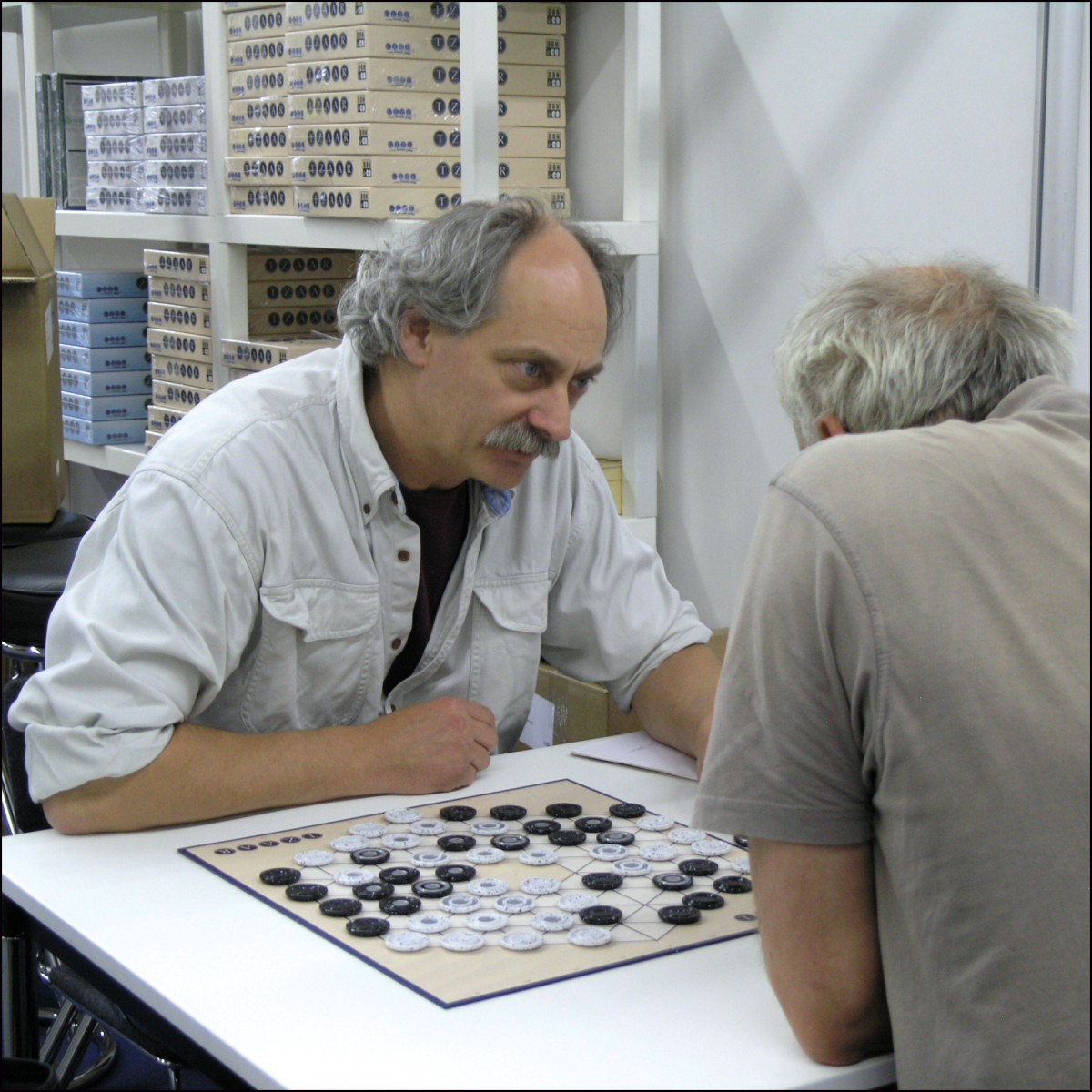
Kris Burm

Kris Burm, född i Antwerpen 1957, är en belgisk brädspelsdesigner, mest känd för spelserien GIPF Project. Alla hans utgivna spel är abstrakta strategispel utom Dicemaster som är ett tärningsspel.

## Utgivna spel som ingår i GIPF Project
- Gipf, 1998
- Tamsk, 1998
- Zèrtz, 2000
- Dvonn, 2001
- Yinsh, 2003
- Pünct, 2005
- Tzaar, 2007

## Övriga utgivna spel
- Invers, 1991
- Oxford, 1993
- Balanx, 1994
- Tashkent (3x3), 1995
- Flix, 1995
- Orient, 1995
- Quads, 1996
- Tashkent (5x5), 1997
- Dicemaster, 1997
- Bi-litaire, 1997
- Batik, 1997
- Elcanto, 2001